# Eukleidovská konstrukce

Postup narýsování pravidelného šestiúhelníku Eukleidovskou konstrukcí

Eukleidovská konstrukce neboli konstrukce pomocí kružítka a pravítka označuje konstrukci geometrických objektů (například úhlů) pouze pomocí idealizovaného pravítka a kružítka.
O pravítku se předpokládá, že má nekonečnou délku, jen jednu hranu a žádné značky pro měření, o kružítku se předpokládá, že může nakreslit jakkoli velikou kružnici.
Tento pojem se vyskytuje především v zadání matematických úloh. Úkolem bývá určit, zda z daného objektu je možné pomocí Eukleidovské konstrukce vytvořit jiný objekt, který má dané vlastnosti. Příkladem jsou klasické řecké úlohy trisekce úhlu, kvadratura kruhu a duplikace krychle. Lze dokázat, že ani jednu z těchto úloh pomocí Eukleidovské konstrukce vyřešit nelze.

## Základní konstrukce

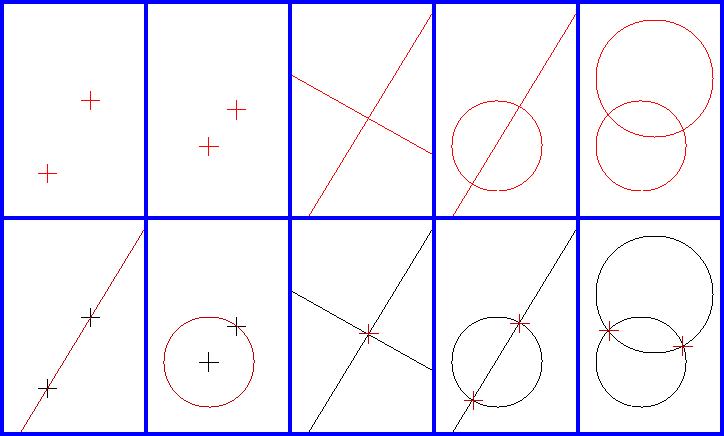
Základní konstrukce

Každá Eukleidovská konstrukce se skládá z opakování pěti základních konstrukcí s pomocí bodů, úseček a kružnic, které byly vytvořeny již v předchozích krocích. Celkový počet kroků musí být konečný. Mezi základní konstrukce patří
- Vytvoření úsečky protínající dva body

- Vytvoření kružnice se středem v jednom bodě tak, aby protínala druhý bod

- Vytvoření bodu, který leží v průsečíku dvou protínajících se úseček

- Vytvoření jednoho nebo dvou bodů ležících v průsečíku kružnice a úsečky (pokud se protínají).

- Vytvoření jednoho nebo dvou bodů ležících v průsečíku dvou kružnic (pokud se protínají)

Například rovnostranný trojúhelník lze vytvořit ze dvou různých bodů A a B následujícím postupem.
1. Vytvoříme úsečku protínající body A a B
2. Vytvoříme dvě kružnice, jednu se středem v bodě A protínající B, druhou se středem v bodě B protínající A.
3. Vytvoříme dva body (C a D) v průsečíku obou kružnic
4. Vytvoříme dvě úsečky, jednu protínající A a C, druhou protínající B a C

Výsledkem je rovnostranný trojúhelník s vrcholy A, B a C.

## Konstruovatelná čísla
Eukleidovskou konstrukcí lze následovně vytvořit osy souřadnic: Mějme dva body A a B. Vytvořením přímky protínající A a B získáme osu x s nulou v bodě A a jednotkou v bodě B. Spuštěním kolmice (ta je také konstruovatelná) v bodě A vytvoříme osu y. Vytvoříme kružnici se středem v A protínající B a v průsečíku s osou y získáme jednotku i na druhé ose.
Bodům (x,y) v tomto Eukleidovském prostoru lze přiřadit komplexní čísla x + y i. Bod (x,y) je konstruovatelný, pokud ho lze Eukleidovskou konstrukcí vytvořit pouze z počátečních bodů A a B.
Lze ukázat, že takto lze zkonstruovat všechny body x + y i pro racionální x a y. Zároveň lze pro každá konstruovatelná a a b zkonstruovat a + b, a – b, a × b a a / b. Konstruovatelná čísla tedy tvoří těleso, které je podtělesem komplexních čísel. Navíc platí, že pro každé konstruovatelné a lze zkonstruovat i {\displaystyle {\sqrt {a}}}. Všechna konstruovatelná čísla jsou algebraická, proto není konstruovatelné žádné transcendentní číslo jako např. {\displaystyle \pi } a proto není možná kvadratura kruhu.

## Konstruovatelné úhly
Lze dokázat, že existuje bijekce mezi konstruovatelnými úhly a body konstruovatelnými na konstruovatelných kružnicích. Konstruovatelné úhly tvoří
komutativní grupu se sčítáním modulo 2π. Úhel je konstruovatelný právě když číslo odpovídající jeho tangensu (nebo ekvivalentně i sinu a kosinu) je konstruovatelné. Například pravidelný sedmnáctiúhelník je konstruovatelný, protože
{\displaystyle \cos {\left({\frac {2\pi }{17}}\right)}=-{\frac {1}{16}}\;+\;{\frac {1}{16}}{\sqrt {17}}\;+\;{\frac {1}{16}}{\sqrt {34-2{\sqrt {17}}}}\;+\;{\frac {1}{8}}{\sqrt {17+3{\sqrt {17}}-{\sqrt {34-2{\sqrt {17}}}}-2{\sqrt {34+2{\sqrt {17}}}}}}}
jak dokázal Carl Friedrich Gauss.

## Konstruovatelné pravidelné mnohoúhelníky

Nakreslení pravidelného pětiúhelníku Eukleidovskou konstrukcí

Některé pravidelné mnohoúhelníky lze Eukleidovskou konstrukcí vytvořit jednoduše, jiné ne. To vedlo k otázce, zda lze takto vytvořit všechny mnohoúhelníky. Carl Friedrich Gauss v roce 1796 ukázal, že pravidelný n-úhelník lze Eukleidovskou konstrukcí vytvořit, pokud liché dělitele n jsou různá Fermatova prvočísla. Gauss se správně domníval, že tato podmínka je nejen nutná, ale i postačující, ale dokázat se to podařilo až Pierru Wantzelovi v roce 1837.
Konstrukce pěti a desetiúhelníku:
1.úsečka A,B se středem S.
2.kružnice k o poloměru AS.
3.Na AS bod O tak, že AO=OS
4.bodem S kolmici na AB, v průsečíku k s kolmicí pak body C a D
5.z O kružnicí o poloměru OC protnout SB a průsečík označit E.
6.úsečka CE je strana pětiúhelníku a SE desetiúhelníku.